# Achelstädt
Achelstädt ist ein Ortsteil der Gemeinde Witzleben im Ilm-Kreis (Thüringen) mit 184 Einwohnern (Stand: 1. Juni 2010).

## Geografie
Achelstädt liegt im südlichen Thüringer Becken in etwa 375 Metern Höhe. Östlich des Ortes liegt der Osthausener Wald mit dem 433 Meter hohen Achelstädter Berg und westlich die Ebenen des Beckens. Achelstädt liegt am Mettbach, einem Nebenfluss der Ilm. Der südliche Nachbarort ist Witzleben und der nördliche Osthausen.

## Geschichte
Achelstädt wurde vermutlich um das Jahr 750 unter dem Namen Ahhiliustat gegründet und gehört damit zu den älteren Siedlungen der Umgebung. Seit 1583 hieß es Achelstädt, im Volksmund „Achelscht“. Es war bis 1920 Teil des Amtes Kranichfeld im Freistaat Sachsen-Meiningen. Nach der Gründung Thüringens kam es zum Landkreis Arnstadt, dessen Nachfolger der Ilm-Kreis ist.
1890 wurde eine Dampfmolkerei – eine der ersten in Thüringen – errichtet und nach und nach ausgebaut. Sie diente als Genossenschaftsmolkerei Bauern aus Achelstädt und Umgebung. Mit der Kollektivierung der Landwirtschaft in der DDR wurde in Erfurt ein VEB-Betrieb Milchhof Erfurt (heute: Milchwerke Thüringen) errichtet und die Achelstädter Molkerei geschlossen.

## Sehenswürdigkeiten

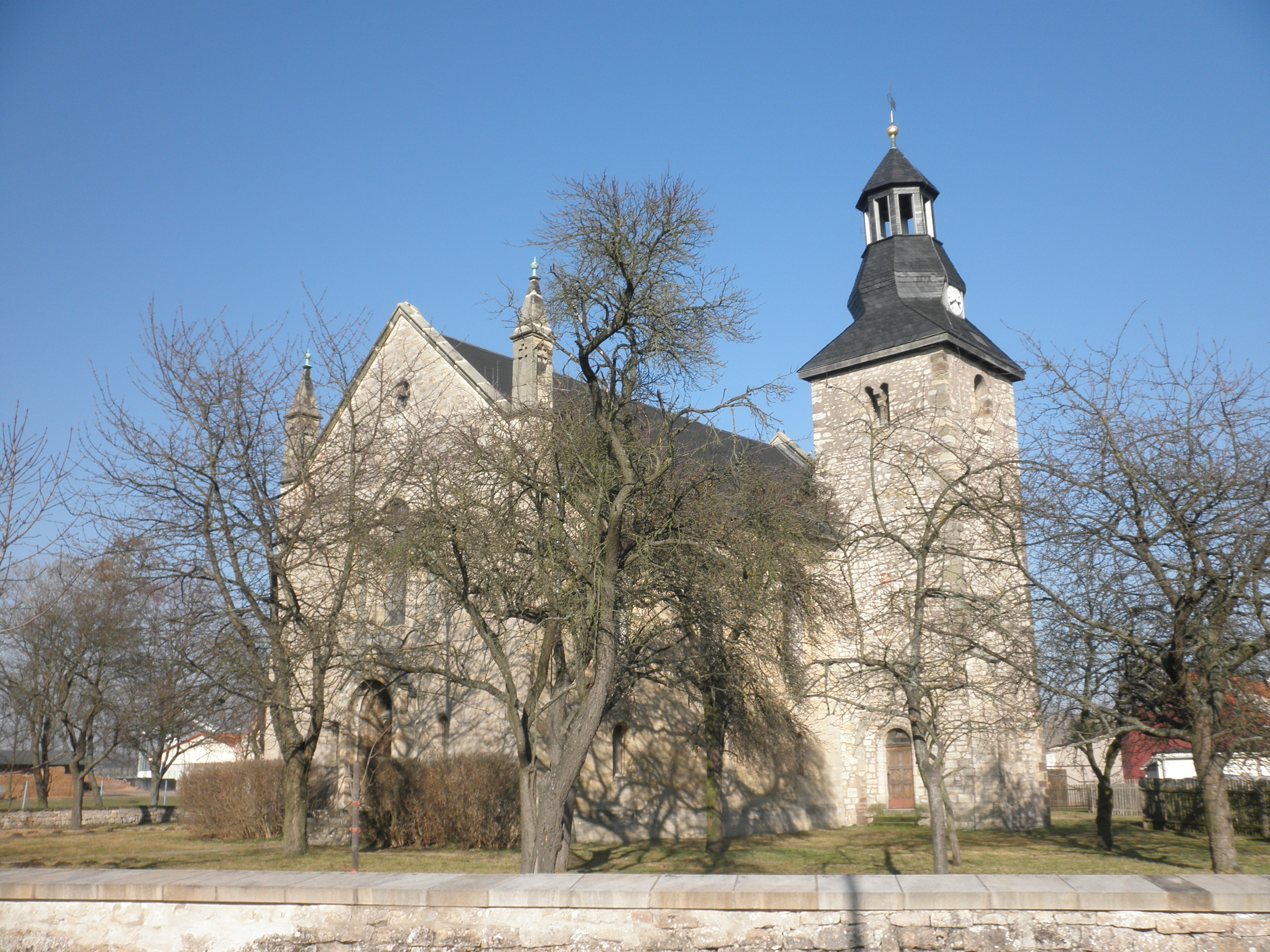
Kirche St. Martin in Achelstädt

Zu den Sehenswürdigkeiten gehört die Kirche, die im 15. Jahrhundert im romanischen Stil erbaut und im 17. Jahrhundert erweitert wurde. Sämtliche Steine für das massive Bauwerk wurden im Achelstädter Wald gebrochen. Im 18. Jahrhundert erfolgte der Einbau einer neuen Kanzel und zweier Emporen.
Ein Obelisk unweit der Kirche ist dem Deutsch-Französischen Krieg 1870/71 gewidmet.
Zwei Waidmühlsteine erinnern im Dorf an die Zeit des Färberwaidanbaus.

## Wirtschaft und Verkehr
Achelstädt ist ein landwirtschaftlich geprägter Ort. Einige Einwohner arbeiten auch in der etwa acht Kilometer südlich gelegenen Stadt Stadtilm oder im knapp 20 Kilometer nördlich gelegenen Erfurt. Die Kreisstadt Arnstadt liegt etwa 13 Kilometer westlich von Achelstädt.
Straßen verbinden Achelstädt mit Osthausen (Richtung Erfurt) im Norden und Witzleben (Richtung Arnstadt, Stadtilm und Kranichfeld) im Süden. Die nächsten Bahnanschlüsse befinden sich in Stadtilm (Bahnstrecke Arnstadt–Saalfeld) und Kranichfeld (Ilmbahn nach Weimar).